# Karl Moik
Karl Moik (19. června 1938, Linec - 26. března 2015, Salcburk) byl rakouský televizní moderátor a bavič.

## Život
Karl Moik vyrostl jako dítě svobodné matky v Halleinu poblíž Salcburku. Se svým otcem se setkal až v pěti letech. Poté, co opustil školu, se nejprve vyučil nástrojářem. Již jako školák ovšem rád bavil ostatní lidi. Věnoval se odmalička hře na klavír a akordeon. V letech 1970/71 absolvoval řečnický kurz v salcburském Mozarteu.
Moik pracoval zprvu ve své profesi nástrojáře. Později se stal obchodním zástupcem novin a televizních antén. Vzhledem k tomu, že ho lákala televize a showbyznys, cestoval kromě zaměstnání po celé zemi také jako člen jazzového tria Jolly Austrians. V té době si vyzkoušel interpretaci lidových písní.
Jedním z Moikových koníčků byla satelitní televize DXing, pro kterou bylo v domácí zahradě umístěno několik satelitních antén.
V roce 1964 se oženil s Edith z Korutan, jejíž rodné příjmení není známo. Měli spolu dvě děti.
Dne 26. března 2015 zemřel ve věku 76 let v salcburské nemocnici kvůli problémům s ledvinami. Je pohřben na hřbitově v Oberalmu poblíž Salcburku.

## Moik jako moderátor
V roce 1973 moderoval Moik pro televizi veřejnoprávní organizace Österreichischer Rundfunk (ORF) - Horní Rakousko ve vysílání pořadu Folk hitparade, který se brzy stal oblíbený u diváků. V polovině 70. let se západoněmecká ARD přiblížila k ORF. Obě televize hledaly společně formát pro show s rozhovory a lidovou hudbou. Tento koncept byl nakonec realizován v pořadu Musikantenstadl („Muzikantská stodola“), který byl vysílán v rakouské televizi od roku 1981 a v německé televizi od roku 1983. Moik převzal moderování, show byla od roku 1981 do roku 1991 doplněna přestávkami „legrační hits“. Tak se Karl Moik stal známý milionovému publiku. Spolu se švýcarskou televizí DRS byl Musikantenstadl vysílán v koprodukci s ORF a ARD v hlavním vysílacím čase. Moik s tímto zábavným pořadem také několikrát vystupoval v zahraničí, mimo jiné i v Jižní Africe a Číně. 21. června 2005 televize ARD a ORF oznámily Moikovi, že se s ním rozejdou. Smlouva mu nebyla prodloužena a Musikantenstadl od podzimu 2006 obsadil Andy Borg.
Kromě pořadu Musikantenstadl moderoval Karl Moik také rakouskou estrádu Grand Prix lidové hudby a se svými kolegy Carolin Reiberovou a Seppem Trütschem i mezinárodní akci tří zemí.
Karl Moik naposledy moderoval 31. prosince 2005 Silvesterstadl. Během téměř pětihodinového živého vysílání u Moika došlo k poruše krevního oběhu v mozku, což vyvolalo příznaky vyčerpání. V lednu 2006 došlo k slabému infarktu. Tehdy 67letý Moik byl převezen na neurologickou jednotku intenzivní péče v Klagenfurtu.
Od června do září 2006 moderoval Moik sobotní cestovatelský pořad Rund um die Welt na rádiu ORF Salzburg.

## Moik jako zpěvák
Ve své show Musikantenstadl Moik také vystupoval jako zpěvák. Známé písně od něj jsou Ja heute woll’n wir feiern (Ano, dnes chceme slavit), Jeden Tag, da brauch i di a bisserl mehr (Každý den tě potřebuji o trochu víc), Das Zipferl vom Glück (Trocha štěstí) a další.

## Ocenění
V roce 2003 získal Moik Velkou zlatou čestnou medaili města Linec za kulturní zásluhy. Jako uznání jeho zásluh o Rakousko a úspěchů mu byl v srpnu 2004 udělen čestný titul profesor.

## Dílo
- Karl Moik - Ich habe nichts geschenkt bekommen (Nic jsem nedostal zadarmo). Autobiografie, 1997.